# Politique au Gabon
Le Gabon est une république à régime présidentiel (Constitution gabonaise de 2024) où le président de la République est le chef de l'État et du gouvernement. Le pouvoir législatif est partagé entre les deux chambres parlementaires.

## Développement politique
Le Gabon est devenu une république à régime présidentiel depuis la constitution de 1961 (révisée partiellement en 1975, et totalement en 1991). L'assemblée nationale est composée de 120 députés élus pour une période de cinq ans. Le président de la République est élu au suffrage universel pour une période de sept ans. Il nomme le Premier ministre, le cabinet et trois des membres de la Cour constitutionnelle. Le gouvernement en exercice en 1990 a procédé à d'importantes réformes du système politique. Un projet de constitution fut publié en mai puis complétée par une assemblée constituante. La nouvelle constitution a été adoptée en mars 1991. Elle introduit notamment une liste de droit fondamentaux qui s'inspire des constitutions des États occidentaux, un Conseil national de la démocratie qui doit garantir ces droits, un conseil économique et social et un système judiciaire plus indépendant. Des élections multipartites ont eu lieu en 1990 – 1991, quoique les partis d'opposition n'étaient pas encore formellement légalisés.
Après une période de transition pacifique, les élections aboutissent à la première assemblée nationale multipartite. Les partis d'opposition furent pleinement légalisés en janvier 1991. Le président Bongo, au pouvoir de 1967 à son décès en 2009, est réélu en 1993 au cours d'une élection contestée, avec 51 % des voix. Des perturbations sociales et politiques aboutissent l'année suivante sur la Conférence et les accords de Paris, qui instituent un cadre pour les élections à venir. Les élections locales et législatives sont reportées à 1996 – 1997. En 1997, une révision de la constitution crée un sénat et un poste de vice-président. Omar Bongo est réélu en 1998 avec 66 % des voix face à une opposition divisée, puis le 27 novembre 2005 avec 79,18 % des voix. Les principaux partis d'opposition dénoncent des irrégularités mais les élections ne sont pas suivies d'émeutes comme en 1993. Le président conserve de larges pouvoirs comme celui de dissoudre l'assemblée nationale, déclarer l'état de siège, repousser l'adoption d'une loi, décider d'un référendum ainsi que nommer et renvoyer le Premier ministre et les membres du cabinet ministériel. Il nomme également les gouverneurs des provinces, les préfets et les sous-préfets.
Pour des raisons de répartition du pouvoir entre ethnies, la Primature a longtemps été une chasse gardée des Fangs de l'Estuaire, une situation héritée du président Omar Bongo.
Une nouvelle constitution est adoptée par référendum en 2024. Le régime est désormais présidentiel : le président de la République est chef de l'État et chef du gouvernement. Le poste de Premier ministre est supprimé et remplacé par un vice-président du gouvernement, nommé par le président. Un autre vice-président assure l'intérim du président. Des lois d'application de la Constitution de la Cinquième République Gabonaise fixent le cadre du jeu politique : la loi organique du 19 janvier 2025 portant code électoral et la loi du 27 juin 2025 sur les partis politiques.

## Histoire politique
Au moment de l'indépendance en 1960 cohabitent deux grandes formations politiques : le Bloc démocratique gabonais (BDG), présidé par Léon Mba, et l'Union démocratique et sociale gabonaise (UDSG), présidée par Jean-Hilaire Aubame. Aucun des deux ne remporte la majorité au cours des premières élections post-indépendances, organisées alors dans le cadre d'un régime parlementaire. Le BDG obtient le support de trois des quatre députés indépendants et Léon Mba est nommé premier ministre. Les deux partis décidèrent ensuite de présenter une liste commune de candidats. Léon Mba devint président en 1961, sous le nouveau régime présidentiel. Jean-Hilaire Aubame devint quant à lui ministre des Affaires étrangères.
Ce système pluripartite reste en vigueur jusqu'en 1963, lorsque les membres du BDG, majoritaires, forcent les membres de l'UDSG à intégrer le BDG ou à démissionner. Ces derniers présentent leur démission et Léon Mba organise des élections pour 1964 en réduisant par la même occasion le nombre de députés à l'assemblée nationale, qui passe de 67 à 47. L'USDG ne parvient pas à réunir une liste de candidats susceptibles de remplir les critères du décret électoral. Le BDG est sur le point de remporter les élections faute d'adversaires lorsque l'armée dépose le président Léon Mba au cours d'un coup d'État sans effusion de sang, le 18 février 1964. L'armée française rétablit le gouvernement le lendemain. Les élections ont finalement lieu en avril. Le BDG remporte 31 sièges contre 16 pour l'opposition.
À la fin de l'année 1966, une révision de la constitution institue la succession du vice-président au cas où le président viendrait à décéder en fonction. Au mois de mars de l'année suivante, Léon Mba et Albert-Bernard Bongo (qui prendra ultérieurement le prénom d'Omar) sont élus respectivement président et vice-président. Léon Mba décède au cours de l'année et Albert-Bernard Bongo devient président.
En mars 1968, Albert-Bernard Bongo dissout le BDG et établit un parti unique, le Parti démocratique gabonais. Il est élu président en février 1975, puis réélu en décembre 1979 et en novembre 1986. En avril 1975, la charge de vice-président est supprimée et remplacée par celle de Premier ministre, qui n'a pas de prétention à la succession. D'après la constitution de 1991, en cas de mort du président en fonction, le Premier ministre, le président de l'assemblée nationale ainsi que le ministre de la défense se partagent le pouvoir jusqu'à ce qu'une nouvelle élection ait lieu.
Omar Bongo ne parvient pas à étouffer l'opposition au PDG et deux coups d'État sont évités de justesse en septembre 1989. Le mécontentement économique et politique génère de violentes grèves et manifestations chez les étudiants et les ouvriers au début de l'année suivante. Omar Bongo engage des négociations sectorielles qui aboutissent à des concessions salariales significatives et promet d'organiser une conférence nationale en mars – avril 1990 pour discuter des réformes politiques à venir. Le PDG et 74 organisations politiques assistent à la conférence. D'importantes réformes politiques sont adoptées, dont la création d'un sénat national, la décentralisation des finances, la liberté de rassemblement et de la presse et l'abolition du visa de sortie obligatoire. Omar Bongo démissionne de la présidence du PDG et crée un gouvernement transitoire mené par un nouveau Premier ministre, Casimir Oye-Mba. Le Parti social démocrate (PSD) élabore un projet de constitution qui propose une liste de droits fondamentaux et un système judiciaire indépendant mais laisse de larges pouvoirs au président. Après plusieurs révisions apportées par une assemblée constituante et l'assemblée nationale, la nouvelle constitution entre en vigueur en mars 1991.
Les premières élections législatives multipartites en presque 30 ans ont lieu en septembre – octobre 1990 où le PDG conserve une large majorité. Omar Bongo est réélu président en décembre 1993 avec 51 % des voix mais les candidats de l'opposition refusent de reconnaître le résultat. Des émeutes éclatent et contraignent le gouvernement à entamer des négociations avec l'opposition. Les accords de Paris signés en novembre 1994 incluent plusieurs éléments de l'opposition dans un gouvernement d'unité nationale. Cet arrangement ne résiste pas aux élections législatives de 1996 et 1997. Le PDG est largement victorieux dans les campagnes, mais plusieurs villes importantes, dont Libreville, élisent des membres de l'opposition au cours des élections régionales de 1997. Omar Bongo n'a pas de mal à se faire réélire en décembre 1998, avec 66 % des voix. Ses opposants dénoncent encore une fois un scrutin entaché d'irrégularités. Les observateurs internationaux déclarent que les élections étaient bel et bien représentatives tout en déplorant de sérieux dysfonctionnements administratifs. Contrairement aux élections de 1993, celles de 1998 ne sont pas suivies d'émeutes.
Depuis l'accession du président Omar Bongo à la magistrature suprême, le parti majoritaire est le Parti démocratique gabonais. Cette situation perdure après l'élection d'Ali Bongo en 2009.
Le 29 août 2023, le Comité pour la transition et la restauration des institutions, à la suite du coup d'État, destitue le président Ali Bongo qui venait d'être élu pour un troisième mandat, et prend le pouvoir du pays. Brice Oligui Nguema est désigné comme le président de la Transition. Il est élu président en 2025 avec près de 95 % des voix.

## Pouvoir exécutif
| Charge                         | Nom                       | Parti                                                         | Depuis        |
| ------------------------------ | ------------------------- | ------------------------------------------------------------- | ------------- |
| Président de la République     | Brice Oligui Nguema       | Comité pour la transition et la restauration des institutions | 12 avril 2025 |
| Vice-président du gouvernement | Alexandre Barro Chambrier |                                                               | 5 mai 2025    |
| Vice-président                 | Séraphin Moundounga       |                                                               | 5 mai 2025    |

Le président de la République est élu pour sept ans au scrutin universel direct.

## Pouvoir législatif
Le parlement est composé de deux chambres. L'Assemblée nationale compte 120 sièges, dont 111 sont élus tous les cinq ans et neuf attribués par le président de la République. Le Sénat compte 102 membres élus pour une période de six ans par les conseillers locaux et départementaux.